# العلاقات السويدية الإيطالية
العلاقات السويدية الإيطالية هي العلاقات الثنائية التي تجمع بين السويد وإيطاليا.

## مقارنة بين البلدين
هذه مقارنة عامة ومرجعية للدولتين:
| وجه المقارنة                                              | السويد                                                                               | إيطاليا                                                  |
| --------------------------------------------------------- | ------------------------------------------------------------------------------------ | -------------------------------------------------------- |
| المساحة (كم2)                                             | 450.30 ألف                                                                           | 301.34 ألف                                               |
| عدد السكان (نسمة)                                         | 10.16 مليون                                                                          | 60.60 مليون                                              |
| الكثافة السكانية (ن./كم²)                                 | 22.56                                                                                | 201.1                                                    |
| العاصمة                                                   | ستوكهولم                                                                             | روما، فلورنسا، تورينو                                    |
| اللغة الرسمية                                             | اللغة السويدية، لغات السامي، اللغة الفنلندية، منكيلي، اللغة الرومنية، اللغة اليديشية | اللغة الإيطالية                                          |
| العملة                                                    | كرونة سويدية                                                                         | يورو، ليرة إيطالية                                       |
| الناتج المحلي الإجمالي (بليون دولار)                      | 538.04 مليار                                                                         | 1.93 تريليون                                             |
| الناتج المحلي الإجمالي (تعادل القوة الشرائية) بليون دولار | 469.01 مليار                                                                         | 2.26 تريليون                                             |
| الناتج المحلي الإجمالي الاسمي للفرد دولار أمريكي          | 50.58 ألف                                                                            | 29.96 ألف                                                |
| الناتج المحلي الإجمالي للفرد دولار أمريكي                 | 45.30 ألف                                                                            | 35.46 ألف                                                |
| مؤشر التنمية البشرية                                      | 0.907                                                                                | 0.873                                                    |
| رمز المكالمات الدولي                                      | +46                                                                                  | +39                                                      |
| رمز الإنترنت                                              | .se                                                                                  | .it                                                      |
| المنطقة الزمنية                                           | توقيت وسط أوروبا، ت ع م+01:00، ت ع م+02:00، أوروبا/ستوكهولم ‏                         | توقيت وسط أوروبا، ت ع م+01:00، ت ع م+02:00، أوروبا/روما ‏ |

## مدن متوأمة
في ما يلي قائمة باتفاقيات التوأمة بين مدن سويدية وإيطالية:
- ترتبط كارلسكوغا مع سانريمو باتفاقية توأمة منذ 1963.
- ترتبط Nora Municipality [الإنجليزية]‏ مع هونا باتفاقية توأمة.
- ترتبط Ale Municipality [الإنجليزية]‏ مع بيرتينورو باتفاقية توأمة.
- ترتبط خوفدة مع فورلي باتفاقية توأمة.
- ترتبط بلدية ياليفاره مع بارجا باتفاقية توأمة.
- ترتبط Höör Municipality [الإنجليزية]‏ مع تشيتا دي كاستيلو باتفاقية توأمة.
- ترتبط Haninge Municipality [الإنجليزية]‏ مع فورميا باتفاقية توأمة.
- ترتبط بلدية مالمو [الإنجليزية]‏ مع مقاطعة كييتي باتفاقية توأمة منذ 2003.[15][15][15][15]
- ترتبط بلدية لينشوبينغ [الإنجليزية]‏ مع بييتراسانتا باتفاقية توأمة.[16]
- ترتبط Kristinehamn Municipality [الإنجليزية]‏ مع إيلفا (بيدمونت) باتفاقية توأمة.
- ترتبط Timrå Municipality [الإنجليزية]‏ مع زولا بريدوسا باتفاقية توأمة.
- ترتبط نورشوبينغ مع أوديني باتفاقية توأمة.
- ترتبط Tanum Municipality [الإنجليزية]‏ مع Capo di Ponte [الإنجليزية]‏ باتفاقية توأمة.
- ترتبط فالشوبنغ مع فونتانيلاتو باتفاقية توأمة.
- ترتبط Karlskoga Municipality [الإنجليزية]‏ مع سانريمو باتفاقية توأمة منذ 1963.
- ترتبط ستوكهولم مع سرقوسة باتفاقية توأمة.
- ترتبط Tidaholm Municipality [الإنجليزية]‏ مع مولينيلا باتفاقية توأمة.
- ترتبط بلدية فالشوبنغ مع فونتانيلاتو باتفاقية توأمة منذ 2004.[17]
- ترتبط Säter [الإنجليزية]‏ مع لاتيرزا باتفاقية توأمة.
- ترتبط Oxelösund [الإنجليزية]‏ مع بيلاجيو باتفاقية توأمة.

## منظمات دولية مشتركة
يشترك البلدان في عضوية مجموعة من المنظمات الدولية، منها:
| علم المنظمة | اسم المنظمة                               | تاريخ انضمام السويد | تاريخ انضمام إيطاليا |
| ----------- | ----------------------------------------- | ------------------- | -------------------- |
|             | مجلس أوروبا                               | ?                   | 5 مايو 1949          |
|             | منظمة التعاون الاقتصادي والتنمية          | ?                   | 29 مارس 1962         |
|             | منظمة التجارة العالمية                    | 1995                | 1995                 |
|             | المنظمة الأوروبية لسلامة الملاحة الجوية   | 1995                | 1996                 |
|             | المرصد الأوروبي الجنوبي                   | 1962                | 1982                 |
|             | الاتحاد البريدي العالمي                   | ?                   | ?                    |
|             | الاتحاد الأوروبي                          | 1995                | 25 مارس 1957         |
|             | الوكالة الدولية للطاقة                    | ?                   | ?                    |
|             | مجموعة الموردين النوويين                  | ?                   | ?                    |
|             | يونسكو                                    | 23 يناير 1950       | ?                    |
|             | اتفاقية السماوات المفتوحة                 | ?                   | ?                    |
|             | الفريق المعني برصد الأرض                  | ?                   | ?                    |
|             | مؤسسة التمويل الدولية                     | 20 يوليو 1956       | 27 ديسمبر 1956       |
|             | المركز الدولي لتسوية المنازعات الاستشارية | 28 يناير 1967       | 28 أبريل 1971        |
|             | بنك التنمية الآسيوي                       | 1966                | 1966                 |
|             | منظمة حظر الأسلحة الكيميائية              | ?                   | ?                    |
|             | مؤسسة التنمية الدولية                     | 24 سبتمبر 1960      | 24 سبتمبر 1960       |
|             | مجموعة أستراليا                           | 1991                | 1985                 |
|             | منظمة الأمن والتعاون في أوروبا            | 25 يونيو 1973       | 25 يونيو 1973        |
|             | مركز تنسيق الحركة في أوروبا ‏              | ?                   | ?                    |
|             | نظام تحكم تكنولوجيا القذائف               | 1991                | 1987                 |
|             | وكالة ضمان الاستثمار متعدد الأطراف        | 12 أبريل 1988       | 29 أبريل 1988        |
|             | الاتحاد الدولي للاتصالات                  | 1866                | 1866                 |
|             | منظمة الشرطة الجنائية الدولية             | ?                   | ?                    |
|             | الأمم المتحدة                             | 19 نوفمبر 1946      | 14 ديسمبر 1955       |
|             | البنك الدولي للإنشاء والتعمير             | 31 أغسطس 1951       | 27 مارس 1947         |
|             | وكالة الفضاء الأوروبية                    | ?                   | ?                    |
|             | المنظمة الهيدروغرافية الدولية             | ?                   | ?                    |
|             | البنك الإفريقي للتنمية                    | ?                   | ?                    |
|             | اتحاد المدفوعات الأوروبي ‏                 | ?                   | ?                    |

## أعلام
هذه قائمة لبعض الشخصيات التي تربطها علاقات بالبلدين:
- أنيتا ايكبرج (29 سبتمبر 1931[29][30][31] – 11 يناير 2015[29][31][32])
- إيسابيلا روسوليني (18 يونيو 1952[33][34][35] – )
- جون غويديتي (لاعب كرة قدم سويدي، 15 أبريل 1992[36] – )
- سييسموند فاسا (20 يونيو 1566[37][38][39] – 30 أبريل 1632)
- فريدريك رينفلت (سياسي سويدي، 4 أغسطس 1965[40] – )
- ماري تاجليوني (23 أبريل 1804[41][42][43] – 22 أبريل 1884[41][44][45])
- مايكل نيكفيست (ممثل سويدي، 8 نوفمبر 1960[46][47][48] – 27 يونيو 2017[46][47])

## وصلات خارجية
- موقع وزارة الخارجية السويدية
- موقع وزارة الخارجية الإيطالية